# إجازة الأمومة ومنظمة التعاون الاقتصادي والتنمية
يوجد لدى أكثر من 41 دولة أحد أنواع إجازات الأبوة والأمومة مدفوعة الأجر، وتوفر منظمة التعاون الاقتصادي والتنمية بيانات من هذه البلدان عن مدة الإجازة ومتوسط الأجر المدفوع. لا توفر جميع البلدان متوسط أجر للأمهات مساوٍ لما كن سيحصلن عليه لو لم يتغيبن.
يعرّف معدّل الأجر الأساسي بأنه الأجر الثابت المستلم والمحدد من قبل قانون الحد الأدنى للأجور أو الأجر الذي يتم تحديده إدارياً، وتعمل حالياً العديد من المنظمات والجهات والناشطين على إعلام وإقناع وتغيير قوانين معدل الأجور، فالنساء العاملات في وضع غير صحيح مالياً، لأنه وبالرغم من التشريعات لاتزال الفجوة العالمية في الأجور بين الجنسين واضحة. حالياً، تعد منظمة التعاون الاقتصادي والتنمية المصدر الرئيسي للبحوث والبيانات المتعلقة بحقوق إجازة الوالدين.

## خلفية
تعتبر إجازة الأمومة المدفوعة الأجر مهمة للنساء لكي يبتعدن عن ضغوط العمل ويركزن على تقوية روابطهن بأطفالهن بدون أن يقلقن من الضغوطات والالتزامات المالية. من بين 193 دولة تابعة للأمم المتحدة، دول قليلة لا توجد لديها سياسات لإجازة الوالدين مدفوعة الأجر منها: غينيا الجديدة، سورينام، الولايات المتحدة وبضع دول جزرية في جنوب المحيط الهادئ. يعود تاريخ الإجازة إلى سبعينيات القرن الماضي، حيث منحت دول مثل العراق الأجور الكاملة للنساء خلال هذه الإجازة. بحلول الثمانينيات من القرن الماضي، كانت بريطانيا وصلت إلى مرحلة منح النساء هذه الامتيازات، لكهنا لم تحدد معدل الأجور. تاريخ معدل الأجور محدود وغير مسجل بشكل جيد، باستثناء السجلات التي لدى منظمة التعاون الاقتصادي والتنمية.